# Сльойс (громада)
Сльойс (нід. Sluis) — громада в регіоні Зеландська Фландрія (Нідерланди). Адміністративний центр — місто Сльойс. На території громади розташовані два десятки населених пунктів, найбільшим з яких є Остбург. Один з них — Сінт-Анна-тер-Мейден — є самою західною точкою країни. НУ морі, недалеко від узбережжя.

## Історія
Під час Столітньої війни, в 1340 році на рейді міста Сльойс (французька назва Еклю́з), яке на той час було портом і розташовувалось на березі тоді ще не замуленої затоки (лиману) Звін між Зеландією та Західною Фландрією (з моменту битви затока Звін замулилась і сучасний Сльойс знаходиться в 5 милях від моря) відбулась морська битва біля Сльойсу. Англійський флот із 120—150 кораблів очолював англійський король Едуард III, а французький флот із 230 суден — адмірал Франції, бретонський лицар Юг (Хуго) К'єре та конетабль Франції Ніколя Беюше. Англійці успішно маневрували проти штучно знерухомленого французького флоту і перемогли, у підсумку захопивши або потопивши більшість французьких кораблів. Французи втратили 16 000–20 000 людей. 

## Світлини

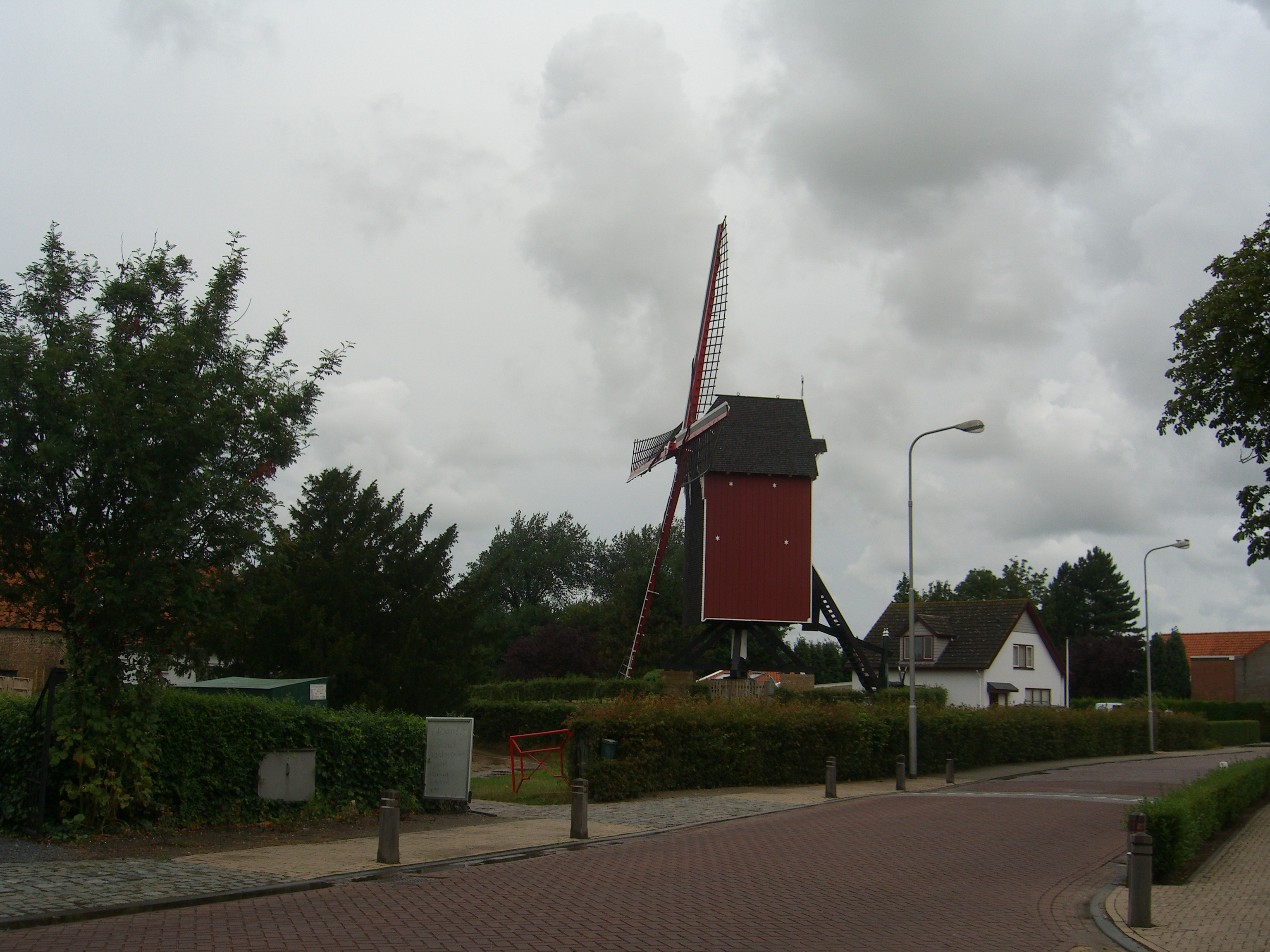
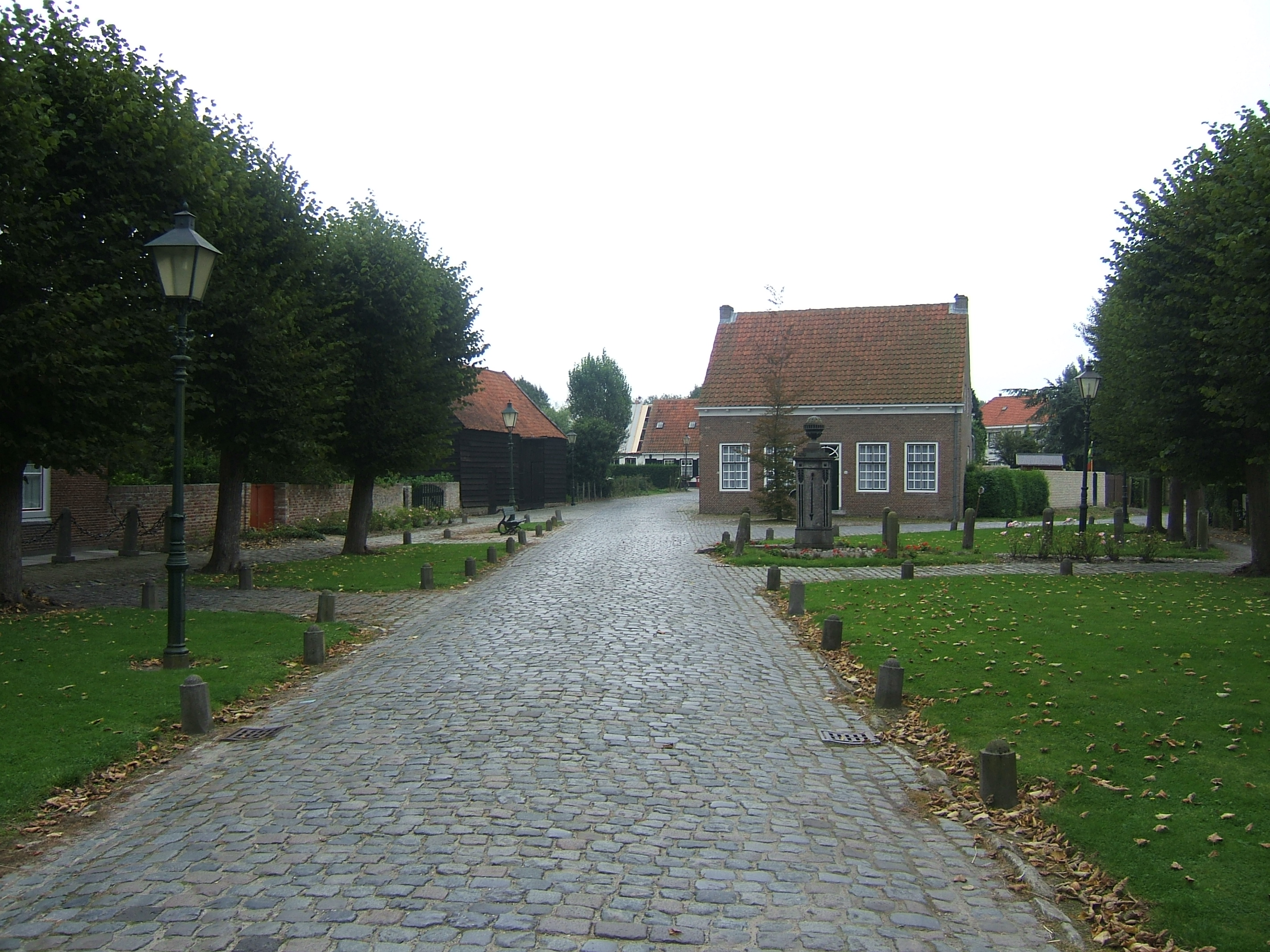
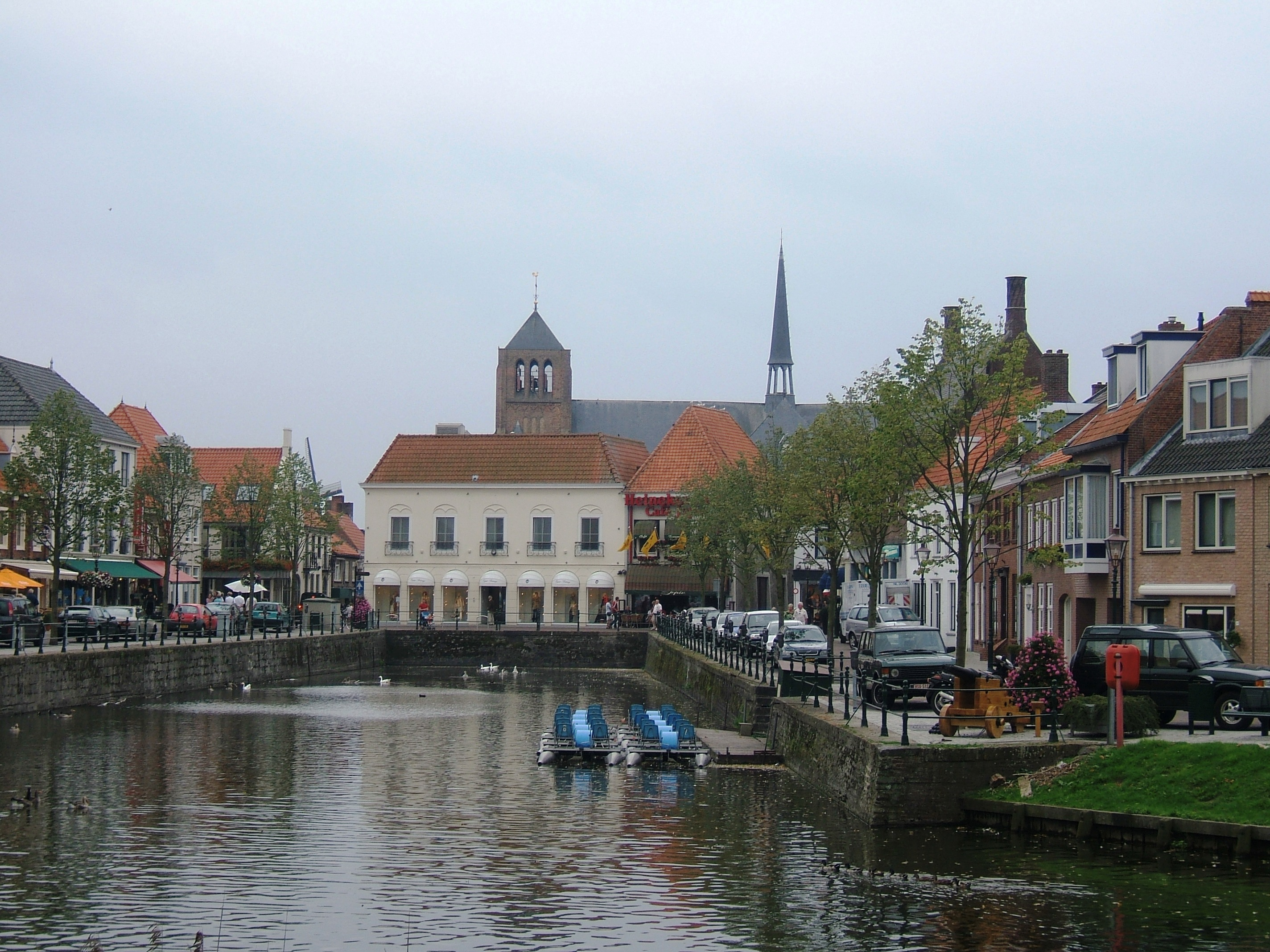
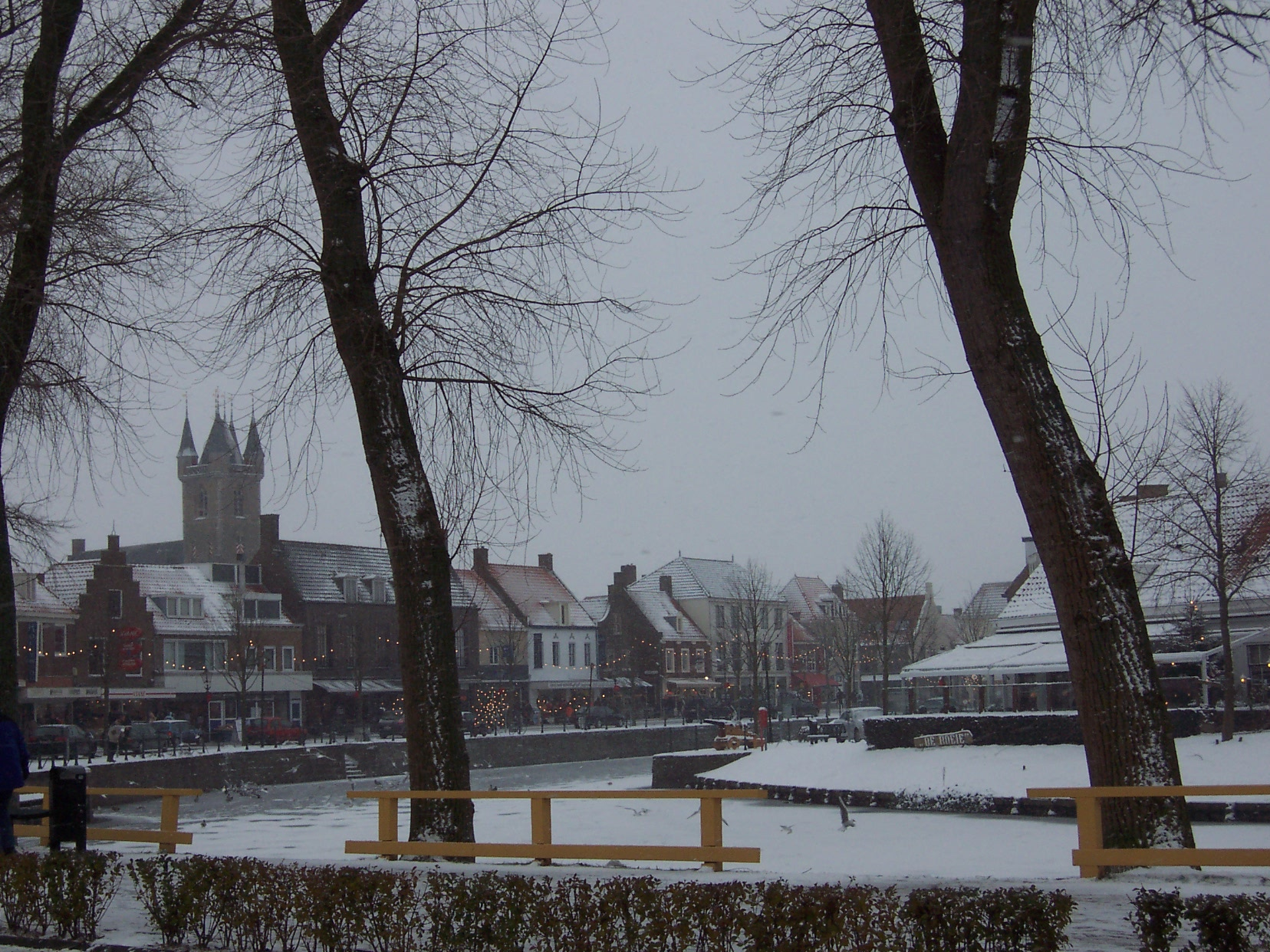
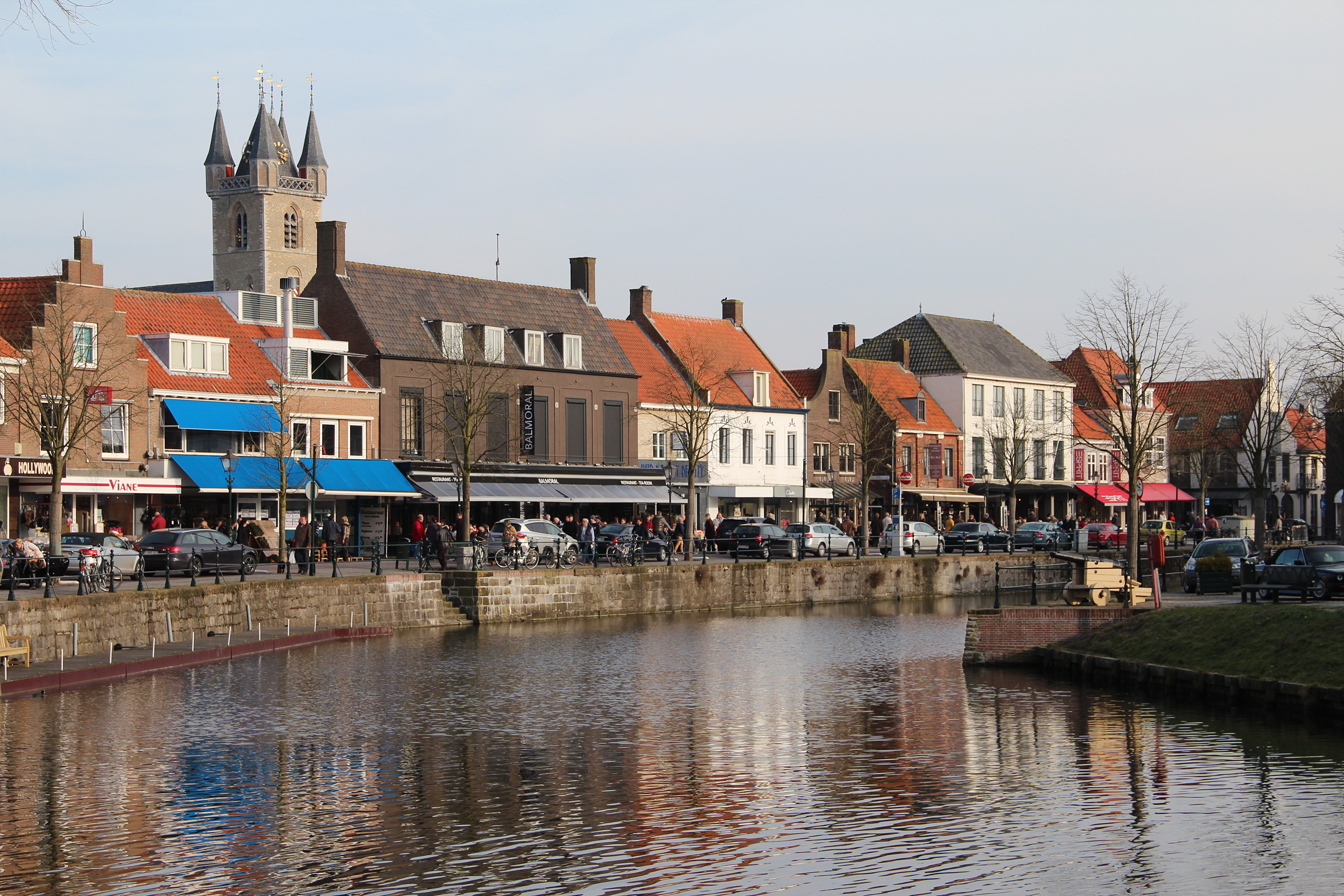

## Географія
Територія громади займає 307,16 км², з яких 279,36 км² — суша і 27,8 км² — водна поверхня. Станом на лютий 2020 року у громаді мешкає 23 198 осіб.